# FFAG

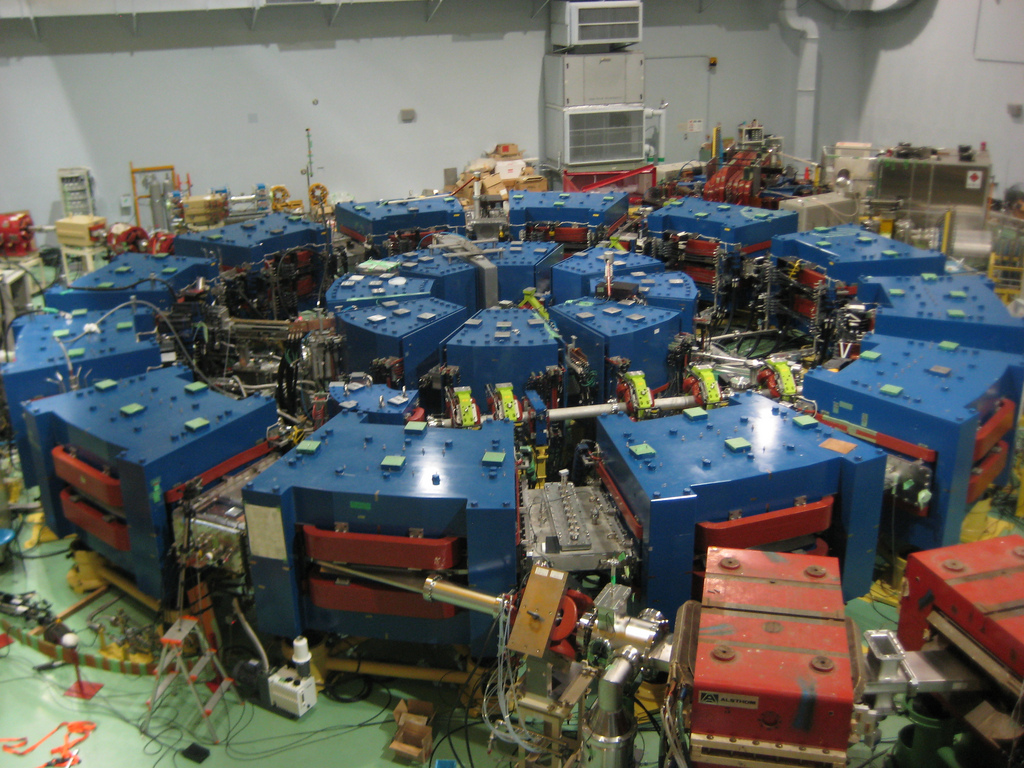
Каскад из двух FFAG-ускорителей протонов в университете Киото, для экспериментов по созданию подкритического атомного реактора, управляемого пучком частиц (ADSR).

Ускоритель FFAG (Fixed-Field Alternating Gradient accelerator) — тип резонансного циклического ускорителя, в котором сочетаются признаки циклотрона (постоянное магнитное поле) и современного синхротрона (использование знакопеременной, жёсткой фокусировки). Другое название FFAG — кольцевой фазотрон.

## История
После открытия сильной фокусировки идея синхротрона с постоянным магнитным полем была предложена в 1952 году одновременно в Японии (Тихиро Окава), США (Кейт Саймон) и СССР (Андрей Коломенский).

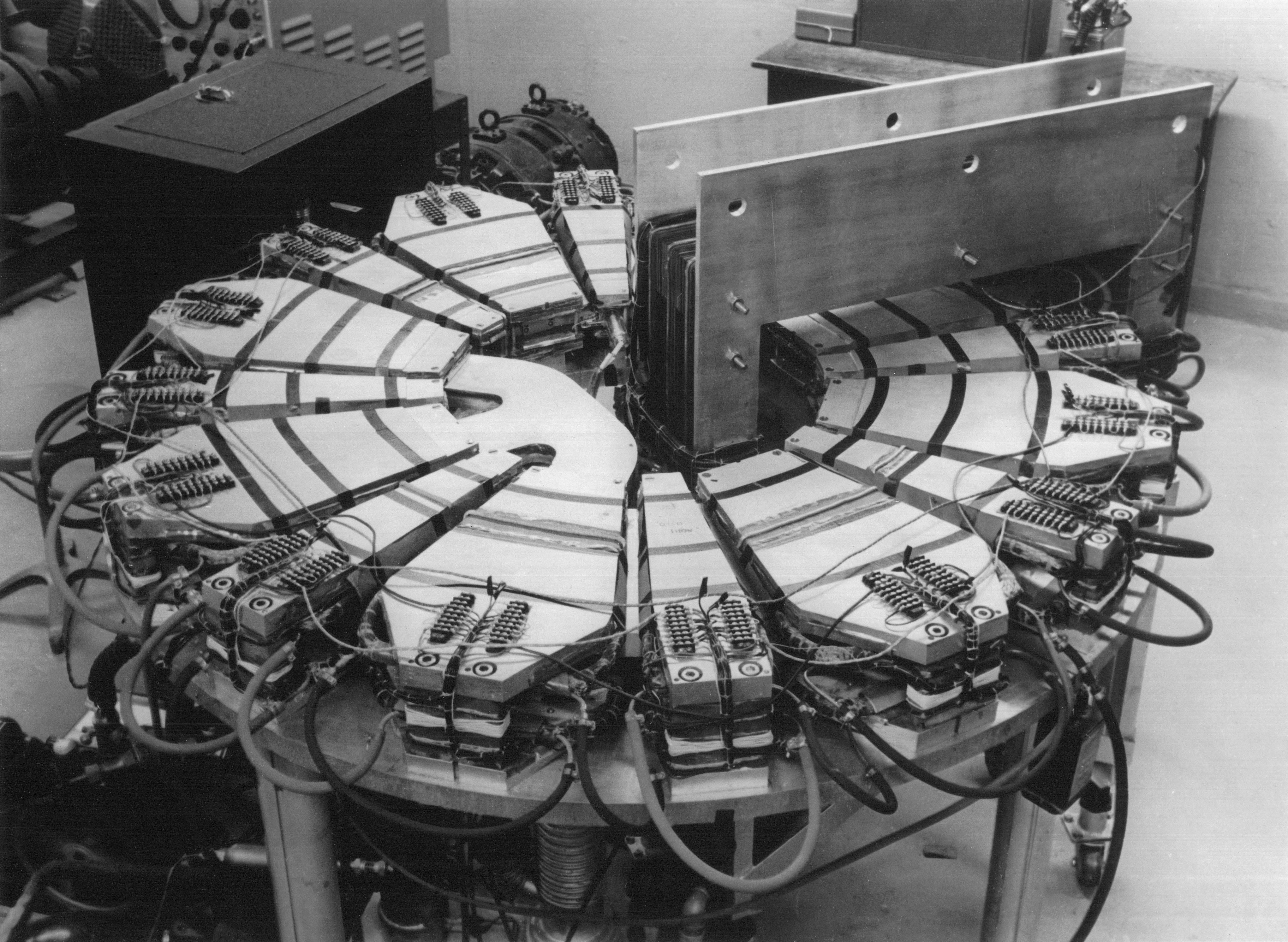
Первый FFAG, Мичиганский университет, 1956 год. Через центр кольца проходит бетатронный сердечник.

### Первые электронные FFAG
В 1954 году была создана группа MURA, обосновавшаяся в Мадисоне, Висконсин, целью которой было строительство мультигэвных ускорителей. Перспективным направлением стала разработка ускорителя FFAG. Первый прототип был создан в 1956 году, это была электронная машина радиусом 54 см, ускорявшая пучок с 20 до 400 кэВ. Для ускорения использовался принцип бетатрона — вихревое электрическое поле, создаваемое магнитным сердечником. Кольцо состояло из 8 суперпериодов, каждый — из двух магнитов обратной полярности, с магнитным полем, нелинейно возрастающим с радиусом B(r) ~ rk, где k = 3.36.
В 1957 Дональд Керст придумал спиральный секторный FFAG, в котором не было магнитов с обратным полем (что позволило сильно уменьшить габариты кольца), зато края магнитов были закручены по спирали, и частицы фокусировались за счёт сильной краевой фокусировки. В 1961 году MURA строит 50 МэВ электронный секторный FFAG. Однако на этом создание ускорителей такого типа закончилось. Главной проблемой FFAG-а была нелинейная динамика пучка: в процессе ускорения бетатронные частоты пересекали множество сильных резонансов, которые неизбежно порождались нелинейным полем, заложенным в конструкцию магнитов. В то время как стремительно набиравшие популярность синхротроны были лишены этого недостатка.

### Протонные FFAG для источников нейтронов
В следующий раз о FFAG-ах вспомнили в середине 80-х в связи с проектами источников нейтронов на базе протонных ускорителей, таких как проект Spallation Neutron Source (SNS) в Оук-Ридже. Однако быстроциклирующие синхротроны и сверхпроводящие линаки оказались проще и дешевле FFAG-ов.

### Мюонные FFAG для мюонных коллайдеров и фабрик нейтрино
Новая волна интереса к ускорителям типа FFAG пришла в 90-х в рамках обсуждения проектов нейтринных фабрик и мюонных коллайдеров. Надо было ускорять мюоны до энергии 20 ГэВ, и делать это очень быстро, поскольку время жизни мюона крайне мало. Быстроциклирующие синхротроны не подходили, поскольку ускорение в них слишком медленное. Сверхпроводящие линаки производили слишком большой эмиттанс пучка. В 2000-м году в лаборатории KEK, Япония, был построен первый протонный FFAG на энергию 1 МэВ, KEK-POP (Proof-Of-Principle).

### FFAG сегодня и завтра
На текущий момент в мире функционируют несколько протонных ускорителей типа FFAG в Японии: KEK-POP (1 МэВ); KEK (150 МэВ); CURRI-ADSR (2.5 МэВ, 20 МэВ 150 МэВ); CURRI-ERIT (11 МэВ). Кроме того, работают PRISM-study (α-частицы, 0.8 МэВ/нуклон), PRISM (мюоны, 20 МэВ), NHV (электроны, 0.5 МэВ). Ещё полтора десятка — проектируются, это такие ускорители как EMMA (электроны, 20 МэВ); NIRS (ионы C6+, 400 МэВ/нуклон); мюонный ускоритель для J-PARC на 20 ГэВ; и многие другие.
Основной интерес к FFAG-ам, помимо упомянутых мюонных коллайдеров и источников нейтрино, — это относительно компактные ускорители ионов для терапии рака.

## Масштабируемый FFAG
Для того чтобы избежать очень сильного изменения фокусировки (и бетатронных частот) в процессе ускорения, первые FFAG-ускорители были масштабируемыми, т.е. орбита частицы с отклонённой энергией подобна равновесной орбите. При ускорении частицы по всему периметру постепенно смещаются на внешний радиус. Магнитное поле, в то же время, сильно нелинейное, растёт с радиусом, и тогда на большей энергии пучок оказывается в большем магнитном поле и подбором зависимости B(r) можно добиться постоянства оптики. Однако, такая структура, естественно, требует большой апертуры в горизонтальной плоскости, а поскольку межполюсный зазор в магнитах переменный — габариты магнита также велики. Кроме того, сильно нелинейное поле, при наличии неидеальностей изготовления магнитов, а также в присутствии краевых полей, порождает сильные резонансы высокого порядка, что приводит к малой динамической апертуре. Тем не менее, все работающие на сегодня ускорители FFAG, и большинство проектируемых — масштабируемые.

## Немасштабируемый FFAG
В последнее время было осознанно, что при очень быстром темпе ускорения (который был недоступен на заре FFAG полвека назад) резонансы не так опасны. Компьютерное моделирование показывает, что при быстром ускорении (за десятки оборотов) возможны пересечения самых сильных бетатронных резонансов (в т.ч. полуцелых и целых) без потери пучка. В то же время, использование только магнитных элементов с линейным полем (дипольные и квадрупольные магниты) позволяет избежать проблем с динамической апертурой и существенно уменьшить габариты (а также вес и стоимость) элементов. Кроме того, в немасштабируемом FFAG не так сильно меняется с ростом энергии частота обращения пучка, и даже рассматриваются варианты ускорения при постоянной частоте ВЧ-генератора — т.н. «серпантинное ускорение» (снаружи от сепаратрисы устойчивых синхротронных колебаний).